# Heinrich der Glîchezaere
Heinrich zvaný Glîchezaere (ze střhn. glîchezâre, tj. „pokrytec“) byl básník a autor díla Reinhart Fuchs (Lišák Reinhart), nejstaršího dochovaného německy psaného zvířecího eposu.
O Heinrichově životě toho není příliš známo. Na základě analýzy jeho díla lze ovšem dojít k závěru, že žil někdy ve 12. století a s největší pravděpodobností pocházel z Alsaska. Vzhledem k literární kvalitě a celkové charakteristice eposu Reinhart Fuchs se lze domnívat, že šlo o velmi sečtělého znalce dobové literatury a právních zvyků.

## Reinhart Fuchs(Lišák Reinhart)

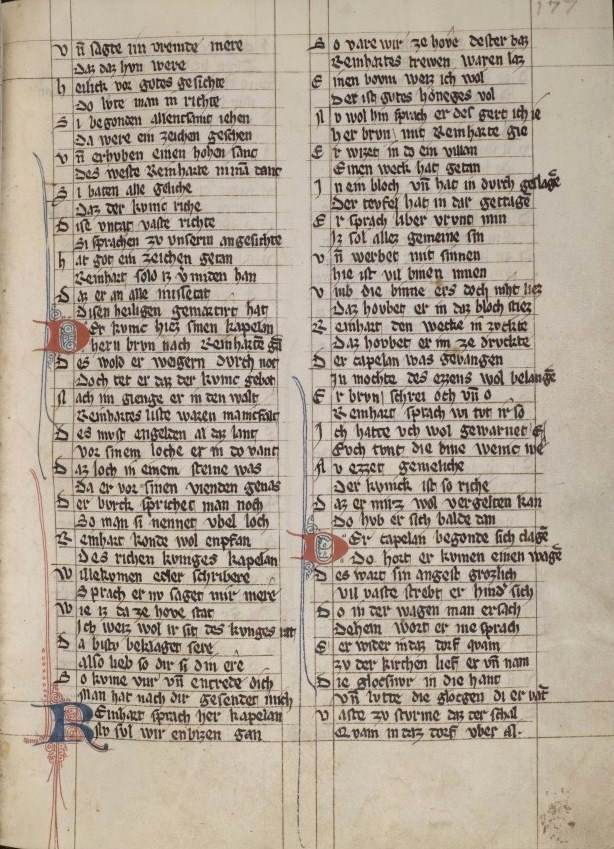
Stránka heidelberského rukopisu Heidelberger Märensammlung

Epos Reinhart Fuchs vznikl někdy v 80. letech 12. století. Původně šlo o součást rozsáhlejší básně Isengrînes nôt (Isengrinovy strasti), z níž se však dochovalo jen několik zlomků v rukopise nalezeném roku 1839 v hesenském městě Melsungen. Přepis původní básně, který neznámý písař nadepsal jako Reinhart Fuchs, se zachoval ve dvou rukopisech: jeden je uložen v knihovně v Heidelbergu (tzv. Heidelberger Märensammlung), druhý patřil arcibiskupské knihovně v maďarském městě Kalocsa a dnes se nachází ve švýcarské knihovně Bibliotheca Bodmeriana (tzv. Kalocsaer Handschrift). Obě tyto verze vznikly někdy ve 14. století a mají k původní podobě eposu velmi blízko – liší se především formou a některými lexikálními volbami.
Epos je psán jednoduchým stylem a skládá se z 2 266 rýmovaných veršů. Postavami jsou výlučně zvířata, která mají lidské vlastnosti a chování. Hlavní postavou je zlomyslný lišák Reinhart, který se neustále snaží přelstít všechny kolem sebe. Jelikož se však jeho žerty zpočátku setkávají jen s neúspěchem, jeho pokusy se postupem času stupňují a z Reinharta se stává zloděj a vrah. Autor dílo uzavírá úvahou o úspěchu podvodníků a strádání poctivců – i přes všechnu zkázu a neštěstí, které Reinhart ostatním přivodil, ze všeho vyvázne bez úhony. Tuto pointu podtrhuje i všudypřítomná satira, kterou autor využívá ke kritice královského dvora (zřejmě mířil na krále Fridricha I. Barbarossu), feudálního systému, korupce, šlechty a i samotné církve.
Při sepisování svého eposu se Heinrich inspiroval francouzským dílem Roman de Renart. Na rozdíl od něj však má jeho Reinhart Fuchs tektonickou (tj. uzavřenou) epickou kompozici: vyprávění začíná lišákovými počátečními neúspěchy, následují jeho o poznání úspěšnější dobrodružství s vlkem Isengrinem a končí vítězstvím nad všemi jeho nepřáteli a porážkou lva coby krále všech zvířat.
Heinrichův Reinhart Fuchs je jediným dochovaným zvířecím eposem středohornoněmecké literatury. Pozdější zpracování tohoto námětu, která inspirovala například Goetheho dílo Reineke Fuchs, jsou psána dolnoněmecky.